# Aïn Kada
Aïn Kada (în arabă عين قادة) este o comună din provincia Sidi Bel Abbès, Algeria.
Populația comunei este de 1.985 de locuitori (2008).